# Первомайська територіальна громада (Первомайський район)
Первомайська територіальна громада — територіальна громада в Україні, в Первомайському районі Миколаївської області. Адміністративний центр — місто Первомайськ.

## Населені пункти
До складу громади входять 7 населених пунктів — 1 місто (Первомайськ), 1 селище (Підгородна) і 5 сіл:
- с. Грушівка
- с. Кам'яна Балка
- с. Кінецьпіль
- с. Чаусове Друге
- с. Вербова Балка

### Історія
Утворена 12 червня 2020 року шляхом об'єднання Первомайської міської ради та
Грушівської, Кам'янобалківської, Кінецьпільської і
Чаусянської сільських рад, а також Підгороднянської селищної ради Первомайського району.